# Acumulările Belcești
Acumulările Belcești alcătuiesc o zonă protejată (arie de protecție specială avifaunistică - SPA) situată în estul României, pe teritoriul județului Iași.

## Localizare
Aria naturală se află în extremitatea central-nordică a județului Iași, pe teritoriile administrative ale comunelor Belcești, Ceplenița, Coarnele Caprei, Cotnari, Deleni  și Scobinți și pe cel al municipiului Hârlău. Situl este străbătut de drumul județean DJ281D care leagă satul Coarnele Caprei de drumul european E58.

## Înființare
Situl Acumulările Belcești a fost declarat arie de protecție specială avifaunistică prin Hotărârea  de Guvern nr. 971 din 5 octombrie 2011 (pentru modificarea și completarea Hotărârii Guvernului nr. 1.284/2007 privind declararea ariilor de protecție specială avifaunistică ca parte integrantă a rețelei ecologice europene Natura 2000 în România). Acesta se întinde pe o suprafață de 2.103,5 ha. și cuprinde întreaga rețea de pâraie (din dreptul satului Tansa) adunată de valea Bahluiului, precum și bazinul inferior al Văii Plopului până la confluența acesteia cu râul Bahlui, vale transformată de-a lungul timpului într-o salbă de iazuri.

## Biodiversitate
Încadrată în ecoregiunea continentală din sud-vestul Câmpiei Moldovei (Câmpia Jijiei), aria protejată dispune de șapte tipuri de habitate naturale: Ape dulci continentale (curgătoare și stătătoare), Culturi cerealiere extensive (inclusiv culturile de rotație cu dezmiriștire), Mlaștini, smârcuri și turbării, Păduri caducifoliate, Păduri în tranziție, Pajiști ameliorate și Plantații de arbori și arbusti (livezi, crânguri, vii); ce asigură condiții prielnice de odihnă și hrănire pentru păsări acvatice aflate în perioadele de migrație.
La baza desemnării sitului se află mai multe specii avifaunistice aflate pe lista roșie a IUCN sau protejate la nivel european prin câteva acte normative (anexa I-a a Directivei CE 147/CE din 30 noiembrie 2009, Directiva 79/409/CEE din 2 aprilie 1979) privind conservarea păsărilor sălbatice; astfel: gâscă de vară (Anser anser), rață fluierătoare (Anas penelope), rață pestriță (Anas strepera), rață mică (Anas crecca), rață mare (Anas platyrhynchos), rață cârâitoare (Anas querquedula), rață lingurar (Anas clypeata), rață cu cap castaniu (Aythya ferina), rață sunătoare (Bucephala clangula), rață roșie (Aythya nyroca), barză albă (Ciconia ciconia), barză neagră (Ciconia nigra), cristel de câmp (Crex crex), ciocănitoare de grădină (Dendrocopos syriacus), șoim de iarnă (Falco columbarius), lișiță (Fulica atra atra), piciorong (Himantopus himantopus), sfrâncioc roșiatic (Lanius collurio), sfrânciocul cu frunte neagră (Lanius minor), sitarul de mal (Limosa limosa), pescăruș râzător (Larus ridibundus), pescăruș argintiu (Larus cachinnans), prigoare (Merops apiaster), stârcul de noapte (Nycticorax nycticorax), culicul mare (Numenius arquata), viespar (Pernis apivorus), ploier auriu (Pluvialis apricaria), bătăuș (Philomachus pugnax), corcodel mare (Podiceps cristatus), cormoran mare (Phalacrocorax carbo), ciocântors (Recurvirostra avosetta), fluierar negru (Tringa erythropus), fluierar cu picioare roșii (Tringa totanus) și nagâț (Vanellus vanellus).